# Chalangwa
Chalangwa è una circoscrizione rurale (rural ward) della Tanzania situata nel distretto di Chunya, regione di Mbeya. Conta una popolazione di 8 013 abitanti (censimento 2012).